# 吳璁
吳璁（1496年—？），字世振，江西撫州府臨川縣人，民籍，明朝政治人物。

## 生平
嘉靖七年（1528年）戊子科江西鄉試第八名舉人。嘉靖十四年（1535年）中式乙未科會試第一百二十名，登第三甲第一百五十名進士。授浙江乌程县知县，贬北通州判官，二十八年官彰德府通判。

## 家族
曾祖吳九皐；祖父吳公朝；父吳偉，母游氏。具庆下。弟理、瑷、珉。